# Horný Vadičov
Horný Vadičov este o comună slovacă, aflată în districtul Kysucké Nové Mesto din regiunea Žilina. Localitatea se află la altitudinea de 487 m deasupra n.m., se întinde pe o suprafață de 20,81 km2 și în 2017 număra 1.619 locuitori.

## Istoric
Localitatea Horný Vadičov este atestată documentar din 1386.

## Demografie
| An:                | 1994 | 2004   | 2014   | 2024   |
| ------------------ | ---- | ------ | ------ | ------ |
| Număr de persoane: | 1509 | 1557   | 1633   | 1723   |
| Diferență:         |      | +3,18% | +4,88% | +5,51% |

| An:                | 2023 | 2024   |
| ------------------ | ---- | ------ |
| Număr de persoane: | 1722 | 1723   |
| Diferență:         |      | +0,05% |